# 짐 메츨러
짐 메츨러(Jim Metzler, 1951년 6월 23일 ~ )는 미국의 배우, 영화 제작자이다.
오니온타에서 태어났다.

## 출연 작품
- 아미쉬 그레이스 (2010년) - 카운티 셔리프 역
- 유나이티드 스테이츠 오브 리랜드 (2003년)
- Megiddo: The Omega Code 2 (2001)
- 킹 메이커 (1999년)
- 배드 시티 블루 (1999년)
- LA 컨피덴셜 (1997년)
- 캐딜락 랜치 (1996년) - 트래비스 크로리 역
- 돈 룩 백 (1996년)
- 회로맨 2 (1994년)
- 일리언 3 (1994년)
- 목격자 (1992년)
- 광란의 오후 (1992년)
- 왁스웍 2 (1992년)
- 사랑과 의혹 (1991년)
- 유혹의 결투 (1991년)
- 뱀파이어의 일몰 (1990년)
- 회로맨 (1990년)
- 환각 살인 (1989년)
- 올드 그링고 (1989년)
- 헬레이더스 (1988년)
- 신비한 말 (1988년)
- 알라모 (1987년)
- 키아누리브스의리버스엣지 (1986년)
- 최후의 미소 (1986년)
- 검은 독수리 (1986년)
- 텍스 (1982년)
- 매혹의 소나타 (1981년)
- 스퀴즈 플레이 (1979년)

### 텔레비전
- 남과 북 (1985) - 제임스 헌툰 역
- 천사의 손길 (1996-99)
- 빅 러브 (2010)